# Pam Pooters
Petrus Antonius Martinus (Pam) Pooters (Amsterdam, 28 augustus 1911 - Zandvoort, 1 oktober 1943) was een Nederlands verzetsstrijder tijdens de Tweede Wereldoorlog.

## Jeugd
Pam Pooters was het tweede kind van Petrus Antonius Martinus Pooters en Sophia Maria Smit in een gezin met zes kinderen. Zijn vader had een café (de Vriendschap) op de Nieuwmarkt. Toen hij tien jaar was, stierf zijn moeder. Al vroeg was hij maatschappelijk geëngageerd en had communistische sympathieën. Kort na de Duitse inval trouwde hij op 28-jarige leeftijd met de uit het Belgische Etterbeek afkomstige Wilhelmine Claire Weber.

## Verzetsactiviteiten
Aan het begin van de oorlog raakte hij al betrokken bij de verzetsgroep CS-6 (genoemd naar Corellistraat 6 te Amsterdam). Tot deze groep behoorden onder andere ook Gerrit Willem Kastein, Jan Verleun, Reina Prinsen Geerligs, Leo Frijda, Hans Katan, Sape Kuiper, Walter Brandligt, de broers Jan Karel Boissevain en Gideon Willem Boissevain en hun achterneef Louis Boissevain. Pooters gaf aan de jonge leden van deze groep lessen in marxisme. In 1942 vervoerde Pooters in een vrachtwagen van de Amsterdamse Crisisdienst, gewapend met een revolver, Milo Anstadt en diens toenmalige vrouw Lidy naar een volgend onderduikadres.

## Arrestatie en overlijden
Na vele verzetsactiviteiten waaronder liquidaties gingen de Duitsers op zoek naar de leden van de CS-6-groep. De verrader Anton van der Waals slaagde erin om Pooters in een hinderlaag te lokken zodat hij gearresteerd kon worden. Hij kreeg in de gaten dat hij in de val was gelopen en poogde nog te ontvluchten maar werd door de Duitsers neergeschoten. Pooters werd op 1 oktober 1943 in de duinen van Overveen gefusilleerd. Hij is herbegraven op de erebegraafplaats in Overveen.

## Nalatenschap
In Amsterdam is in de Rivierenbuurt een sportcentrum naar hem vernoemd, de Sportzaal Pam Pooters aan de Vechtstraat. Milo Anstadt heeft zijn boek De Verdachte Oorboog opgedragen aan meer dan 40 Nederlanders van niet-Joodse afkomst, onder wie Pam Pooters.

## Familie
Zijn zussen Nel Pooters, Mientje ten Dam-Pooters (1917-2016) en haar latere man Jaap ten Dam waren eveneens actief in het verzet.